# Teamfight Tactics
Teamfight Tactics (TFT) — це автоматична бойова гра (Автобатлер), розроблена та опублікована Riot Games. Гра є допоміжним продуктом League of Legends і заснована на основі гри Dota Auto Chess, де гравці змагаються онлайн проти семи інших суперників, створюючи команду, мета якої залишиться останньою. Гра була випущена як ігровий режим League of Legends для Windows і macOS у червні 2019 року, та як окрема гра для Android та iOS у березні 2020 року, що включає кросплатформну гру між ними.

## Геймплей
Заснована на основі Dota Auto Chess, модифікації для Dota 2, гра зосереджена навколо восьми гравців, які створюють команди, щоб битися один з одним і залишатися останнім гравцем. Поле бою складається з шестикутників, де гравці можуть стратегічно розміщувати юнітів на шестикутниках на своїй стороні ігрового поля між раундами. Під час кожного раунду автоматично починається коротка битва, у якій два гравці вибираються випадковим чином для цього раунду або об'єднуються в пари проти ворогів, керованих комп'ютером. У раундах проти ворогів, керованих комп'ютером, кожен ворог має шанс викинути золото, юніта або предмети, які може використовувати гравець. Здоров'я, втрачене через програш у раунді, обчислюється за допомогою комбінації набору шкоди за раунд і кількості юнітів, які залишилися живими у супротивника.
Гра складається з етапів і раундів. Кожен етап складається з семи раундів, за винятком першого етапу. Перший етап складається з трьох раундів проти ворогів керованих комп'ютером. У четвертому раунді кожного етапу є функція під назвою «Карусель», у якій гравці мають доступ до вільної ротації юнітів із випадковими предметами, з яких можна вибрати. Під час цих спільних раундів два гравці з найнижчим здоров'ям можуть першими вибрати своїх юнітів, потім наступні два гравці з найнижчим здоров'ям і так далі. Якщо є гравці з однаковими очками здоров'я, гра вибере випадковим чином порядок. В останньому раунді кожного етапу гравці зіткнуться з ворогами якими керує комп'ютер.
Гравці накопичують золото під час раундів і можуть зберігати його, щоб збільшити відсоток який ще більше збільшує їхній дохід за раунд на +1 золото за кожні 10 золота, які вони мають. Відсотковий дохід обмежений до +5 золота за раунд, за винятком посилень(агументацій), які перевищують ліміт. Гравці також можуть отримувати додатковий дохід за раунд за допомогою «бонусів серії», виграючи кілька раундів поспіль або програючи кілька раундів поспіль. Бонуси серії збільшуються на рівні 2, 4 і 5+ відповідно, кожен рівень надає +1 золото за раунд. З цим золотом гравці можуть змінити п'ять юнітів які є запропоновані їм у своєму магазині на початку кожного раунду, купити юніта у своєму магазині або придбати очки досвіду, щоб підвищити свій рівень. Чим вищий рівень гравця, тим більше юнітів він може розмістити на дошці, масштабуючи в тандемі (у гравця може бути 2 юніта на дошці на другому рівні, 5 юнітів на дошці на п'ятому рівні і так далі), кількість юнітів на дошці також можна змінювати певними предметами та посиленями(агументаціями) отриманими протягом матчу. Вищий рівнень гравця також збільшують середню рідкість юнітів у магазині. Рідкість юнітів поділяється на категорії залежно від вартості, яка варіюється від 1 до 5 золотих за одиницю, причому більша рідкість зазвичай містить потужніші здібності. Кожного юніта можна оновити до рівня 2, якщо три копії одного юніта знайдено в магазині або Shared Draft. Чемпіона можна підвищити до рівня 3, зібравши три копії 2 рівня (загалом 9 копій першого рівня). Удосконалення чемпіона збільшує його максимальне здоров'я, шкоду від атаки та силу його унікальних здібностей.
За деякими винятками, юніти мають панель здоров'я та панель мани. Отримання шкоди від ворожих атак або здібностей зменшить здоров'я юніта, але збільшить його ману. Коли здоров'я юніта досягає нуля, він фактично вилучається з раунду. Коли запас мани юніта заповнений, він використовує унікальну здатність(абілку). Деякі юніти можуть починати раунд із певним відсотком заповненої панелі мани, але зазвичай юніти починають раунд без мани, якщо не мають спеціальних предметів.
Предмети відіграють ключову роль у team fight tactics, надаючи бонуси юніту який їх тримає (наприклад, пошкодження, здоров'я та любов), а також надаючи йому або іншим юнітам навколо нього спеціальні ефекти. Предмети розділені на три основні категорії: компоненти, завершені предмети та спеціальні предмети. Компоненти пропонують порівняно менші бафи для юніта який їх утримує та зазвичай не пропонують жодних спеціальних ефектів, однак у поєднанні з іншим компонентом на тому ж самому юніті вони перетворюються на завершений предмет. Завершені предмети зазвичай пропонують кращі характеристики та унікальні ефекти для зміцнення юнітів гравців. Предмети в основному можна отримати за допомогою карусельних раундів, раундів з лутом проти воргів якими керує комп'ютер, або за допомогою агументацій. Кожен юніт має три слоти інвентарю для спорядження, які можна використовувати для зберігання будь-якої комбінації готових предметів, компонентів і спеціальних предметів, таких як емблеми, які надають юнітам додаткові трейди.
Синергія активується певним складом команди, яка використовує одного юніта або кілька з однаковими трейтами. Кожнен юніт має два або три трейти, і ефективна комбінація юнітів активує синергію, яка приносе користь гравцеві. Синергія зазвичай поділяється на три категорії: ефекти які посилюють союзників, ефекти які послаблюють ворогів, та інші різноманітні ефекти. Кожен «сет» Teamfight Tactics відповідає унікальному пулу юнітів, їх синергій, юзабельних предметів і агументів.
Агументації є ігровими ефектами, які змінюють матч гравців шляхом надання різноманітних бафів (наприклад, додаткової шкоди від атаки чи інших характеристик), припасів (таких як золото, предмети та одиниці) та доповнену підтримку (таку як досягнення понад максимальну процентну ставку золота, рівень і здоров'я тактика). Агументації надаються на стадії 2-1, 3-2 і 4-2 відповідно. Рідкість агументацій варіюється від срібних, золотих і призматичних, кожен рівень надає та відкриває кращі потенційні переваги. На кожному етапі агументацій, гравцям надається вибір із трьох агументацій, гравці можуть оновити кожну опцію один раз.
Teamfight Tactics періодично оновлює свій список юнітів. Кожні три місяці відбувається часткова ротація, яку розробники Riot Games називають проміжним оновленням сету, змінюючи трейти та юнітів, які є проблематичними. Оскільки Teamfight Tactics є ігровим режимом League of Legends, його нумерація патчів така ж, як і в батьківській грі, а не по-іншому.

## Розробка та випуск
Тактика Teamfight Tactics була заснована на основі Dota Auto Chess, яка, у свою чергу, була натхненна Маджонгом, де гравці збирають і скидають плитки, щоб завершити роздачу, утворюючи пари та набори, такі як послідовність, або три чи чотири ідентичні плитки, одночасно перешкоджаючи іншим гравцям завершити роздачу. Гра була випущена в клієнті League of Legends для Windows і macOS 26 червня 2019 року та як окремий додаток для Android і iOS 19 березня 2020 року До вересня 2019 року в грі було понад 33 мільйонів щомісячних гравців з 1,72 мільярдами годин накопиченого ігрового часу.

### Косметика
Подібно до інших безкоштовних ігор від Riot, Teamfight Tactics базується на монетизації використання косметики та сезонних абонементів. Він має власний магазин окремо від League of Legends. Керований аватар гравця, який називається Tactician (раніше «Маленька легенда»), можна налаштувати, купивши косметику для аватарів у магазині. Їх можна покращити, купуючи в ящиках із здобиччю під назвою «Яйця маленької легенди» або за допомогою осколків зірок, які можна купити в магазині або заробити за сезонний абонемент, який діє протягом сету. Після випуску Chibi Champions Riot називає ці аватари тактиками, хоча термін «Маленька легенда» все ще широко використовується. Зауважте, однак, термін «Тактик» позначав гравців до цього.
Крім керованого аватара, Teamfight Tactics також має скіни для дошки гравців, де відбувається бій між гравцями. Дошки можна купити безпосередньо або в комплекті в магазині. Дошки також бувають з різними призами, у той час як дешеві лише змінюють модель дошки, дорогі є інтерактивні та реагують на досягнення гравця. Окрім цього, є косметика Boom, яка змінює частинки шкоди Tactician. Усі Booms, випущені на даний момент, є винагородою з Battle Pass.

### Ігрові режими
У квітні 2021 року, окрім звичайних та рангових ігрових режимів, Riot випустили швидкий ігровий режим під назвою «Hyper Roll», оптимізувавши механіку, щоб зменшити час гри. Відмінності в ігровому процесі Hyper roll включають наступне: Little Legends мають лише 20 одиниць здоров'я та отримують 2 шкоди за кожен програний бій протягом перших 4 етапів, 4 шкоди від 5 до 7 і 8 шкоди від чогось поза межами, на 75 % збільшена швидкість руху та карусель не є частиною гри. На початку 2022 року Riot зробив Double Up як новий режим гри. Double Up складається з команд з двох гравців, які борються з іншими командами гравців, щоб залишитися останніми. Кожен гравець одночасно бореться з одним гравцем іншої команди, а команди з двох осіб мають спільну шкалу здоров'я, у якій кожен програний бій віднімає здоров'я від загальної шкали здоров'я команди. Існують унікальні ігрові механіки, такі як можливість надсилати чемпіонів усіх зіркових рівнів, предметів або додаткових ресурсів.
Riot також випустили кілька тимчасових ігрових режимів. Fortune's Favor був першим, який вийшов із січня по лютий 2023 року. Там відкривалась каруселі з юнітами 4 або 5 вартості та кулі здобичі, що випадали протягом гри. Наступною була випущена гра Soul Brawl, у яку можна було грати з 19 липня по 15 серпня 2023 року. Це включало тривалу Тренувальну фазу, під час якої ви збираєте та посилюєте свою команду, а потім з'являлась турнірна сітка щоб визначити перші місця.

### Сети
Riot Games підтримує Teamfight Tactics після запуску з регулярними оновленнями балансу, щоб гра була чесною та цікавою, такеж і з яйцями Little Legend. Гра також значно оновлює гру за допомогою «сетів». Сети дають гравцям більше стимулів грати в гру, змінюючи синергію та вводячи нові, ротуючи різних чемпіонів League of Legends у списку, а також створюючи нові сезонні абонементи.